# 弗赖施塔特附近圣莱昂哈德
弗赖施塔特附近圣莱昂哈德是奥地利上奥地利州弗赖施塔特县的一个市镇。总面积35平方公里，总人口1442人，人口密度41.2人/平方公里（2005年）。